# Portobuffolé
Portobuffolé (ufficialmente anche Portobuffolè, Portobufołé nel dialetto locale) è un comune italiano di 747 abitanti della provincia di Treviso in Veneto, il più piccolo paese della provincia in termini sia di popolazione sia di superficie.
Il comune è stato inserito nell'associazione de i borghi più belli d'Italia. Si fregia inoltre della bandiera arancione del Touring Club Italiano.
Come per Asolo, Castelfranco Veneto e Treviso, anche il centro storico di Portobuffolé è recintato da mura.

## Geografia fisica
Al confine con il Friuli-Venezia Giulia, è uno dei pochi comuni della provincia a estendersi su entrambe le rive del fiume Livenza. In particolare, il capoluogo, Ronche e Settimo si dispongono presso un'ansa alla sinistra del fiume, mentre alla destra si trova Faè. Altri corsi d'acqua degni di nota sono il Resteggia e il Rasego: entrambi affluenti di destra del Livenza, segnano rispettivamente i confini con Gaiarine e con Mansuè.
Il comune si trova a 50 km dal capoluogo Treviso e a una quindicina da Pordenone. L'altitudine in corrispondenza del paese è di 10 m s.l.m. (casa comunale).

## Origini del nome
Il toponimo è citato nell'anno 1242 come castrum o portus Bufoledo; Dante Olivieri lo interpreta come un derivato del latino bufalus, zoonimo che significa "bufalo" (o altro bovide) a cui è aggiunto un suffisso collettivo -ētum.

## Storia

### Origini
Si ritiene che l'insediamento più antico della zona fosse la frazione Settimo. L'antica Septimum de Liquentia (in riferimento alle sette miglia che la distanziavano da Oderzo) era un modesto villaggio rurale sorto nel III secolo a.C. sulla riva sinistra del Livenza. La tradizione la ricorda nell'ambito della traslazione del corpo di San Tiziano di Oderzo (VII secolo d.C.), ma fondamentale è un documento del 997: è un contratto di affitto tra il vescovo di Ceneda Sicardo e il doge Pietro II Orseolo in cui si cita il "castro et portu... in loco Septimo", provando l'esistenza di un luogo fortificato e di un porto fluviale.

### Il Medioevo
Conferma della sua importanza strategica, durante l'epoca feudale il castello passò sotto il controllo di numerose autorità, sia signorili che religiose. Forse all'inizio fu dei Carraresi, essendo poi del patriarca di Aquileia. Dal 908 l'imperatore Berengario lo donò al vescovo di Ceneda Ripalto.
Nel 1166 il centro cadde nell'orbita del comune di Treviso, ma nel 1242 tornò sotto Ceneda. La bastia venne quindi distrutta dal trevigiano Gerardo de' Castelli, per poi essere ripresa e restaurata dai vescovi.
Il 2 ottobre 1307 Portobuffolé è assegnato a Tolberto da Camino, marito della nota Gaia. Ma le dispute non cessarono: nel 1336 Samaritana Malatesta, seconda moglie di Tolberto, riuscì a riprendere il controllo del castello con l'appoggio dei Veneziani, dopo le minacce dei parenti del marito.

### La Serenissima
Questo evento aprì le porte della città alla Serenissima e il 4 aprile 1339 essa venne dichiarata parte della Repubblica. Dopo la parentesi della guerra di Chioggia con il dominio carrarese, Portobuffolé attraversò il suo periodo d'oro: divenne sede di una podesteria e ottenne un Consiglio Civico, un Consiglio Popolare e un Ordine dei Nobili; al contempo, si affermava come importante centro commerciale e culturale.

### I domini francese e austriaco
Dal 1797 Portobuffolé fu controllato dalla Francia rivoluzionaria che aveva invaso il Veneto. Divenne sede di comune e, a capo di un'ampia giurisdizione, manteneva il suo ruolo di importanza essendovi istituito un tribunale civile e criminale.
La situazione durò pochi mesi poiché, con il trattato di Campoformio, la Repubblica di Venezia cadeva definitivamente e i suoi territori passavano all'Arciducato d'Austria, per poi tornare francesi nel 1806. L'importanza della cittadina cominciò a declinare: perse il tribunale e la giurisdizione sul distretto.
Tornata definitivamente austriaca nel 1815 (Regno Lombardo-Veneto), tra il 1816 e il 1826 la frazione di Settimo fu ricompresa nel limitrofo comune di Brugnera.

### Dall'Unità d'Italia ad oggi
Il 15 luglio 1866 a Portobuffolé giungeva il primo manipolo di soldati italiani: è l'entrata della cittadina nel Regno d'Italia.
Nel Novecento la popolazione subì i lutti delle due guerre mondiali e del fascismo. Terra di emigrazione, solo dal secondo dopoguerra si ebbe un periodo di fioritura economica che fecero di Portobuffolé un centro nevralgico per l'industria del mobile. Il paese dovette soffrire infine le distruzioni delle alluvioni del 1965-66.

### Simboli
La Repubblica Veneta concesse il titolo di Città e lo stemma che rappresenta una croce d'argento, elemento diffuso nella Marca Trevigiana, in campo azzurro e accantonata da quattro gigli di giardino d'oro, simboli della fedeltà a Venezia e del territorio irriguo dove sorge la città. Lo scudo viene usualmente raffigurato con ornamenti rococò e timbrato da un elmo di metallo cimato da penne di struzzo.
Il gonfalone è un drappo di bianco.

## Monumenti e luoghi d'interesse

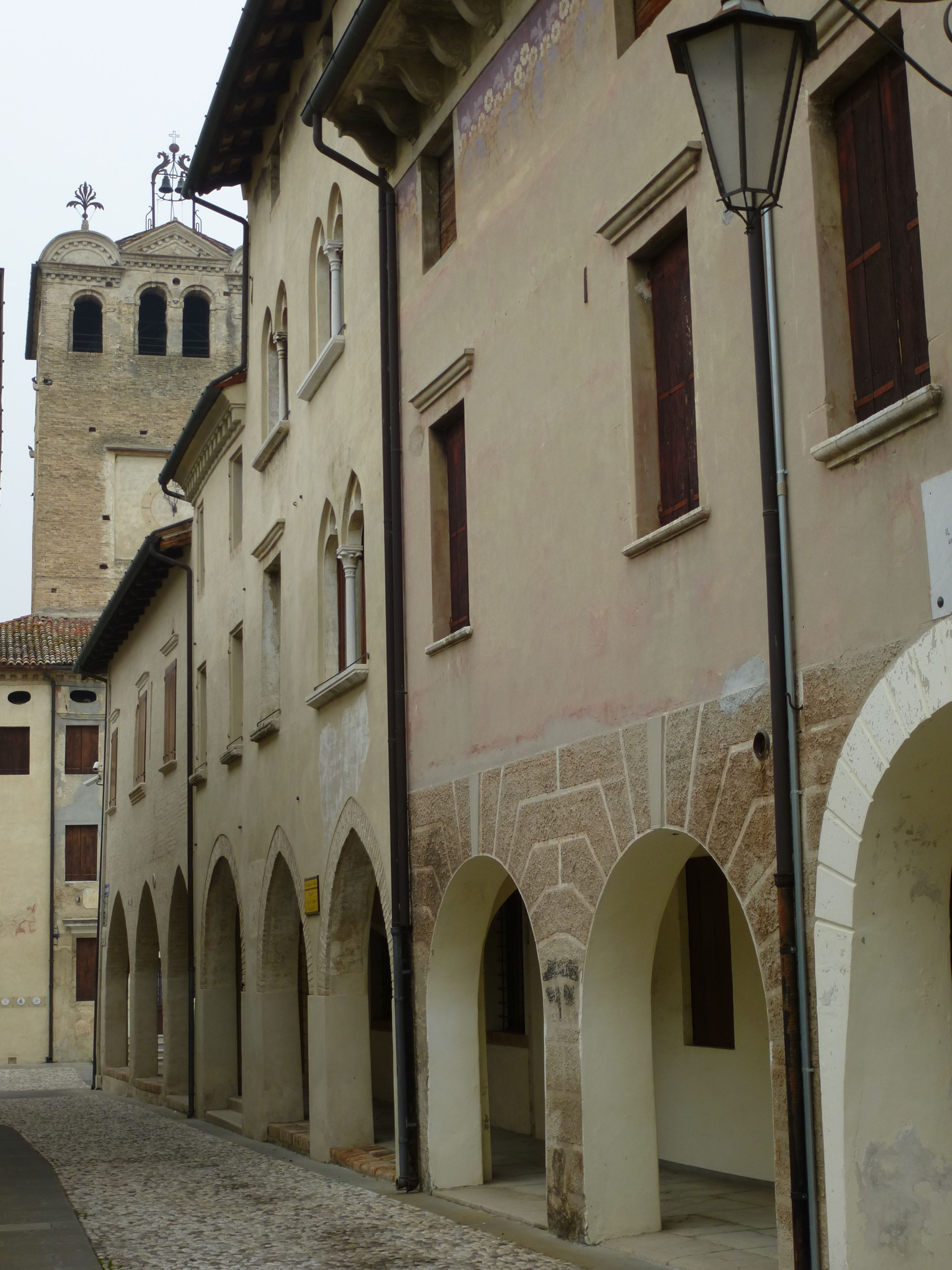
I portici del centro storico

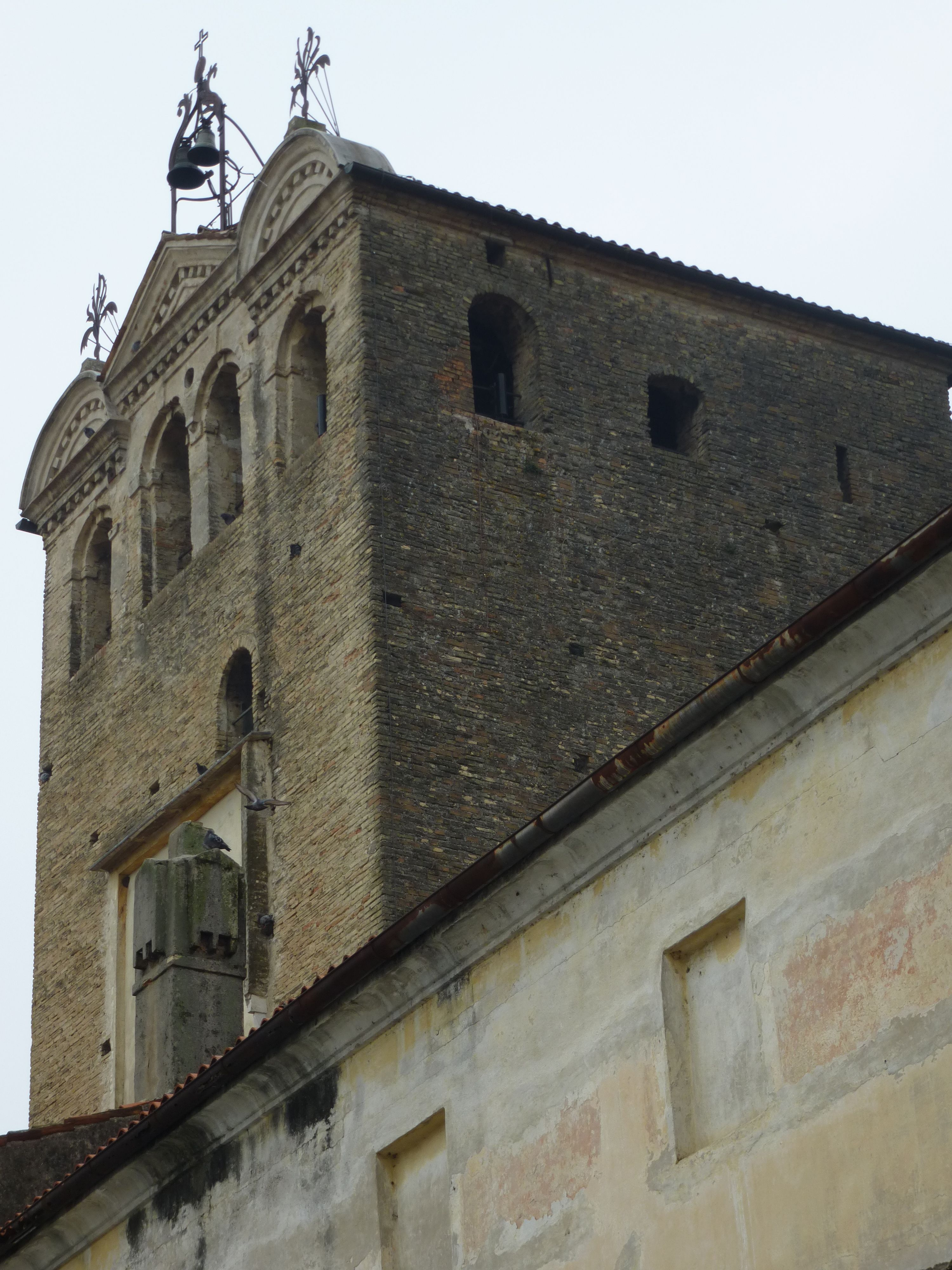
La Torre Civica che sovrasta Palazzo Zanutto Maccan

Portobuffolé è dal 2001 bandiera arancione del Touring Club Italiano.

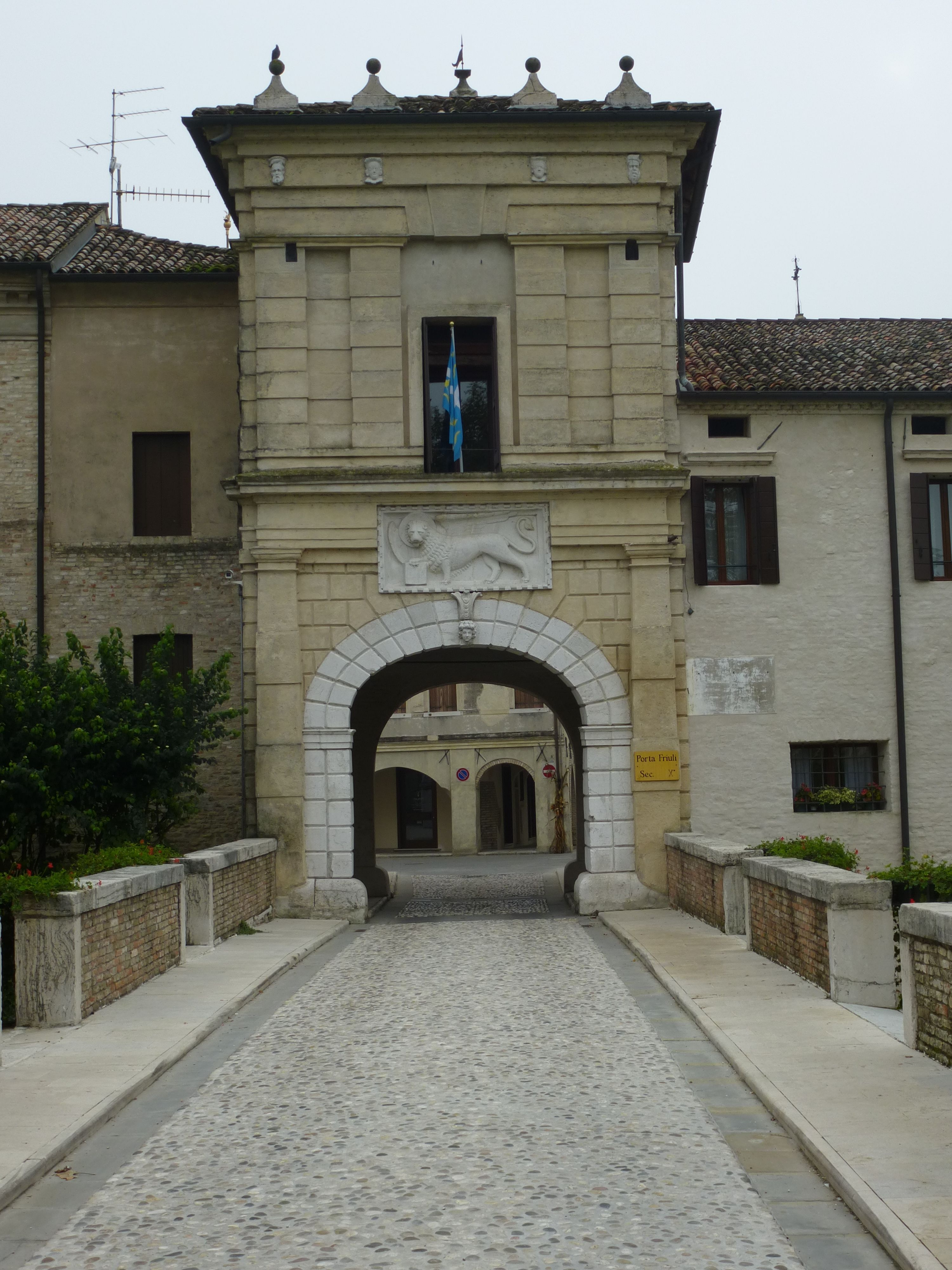
Porta Friuli

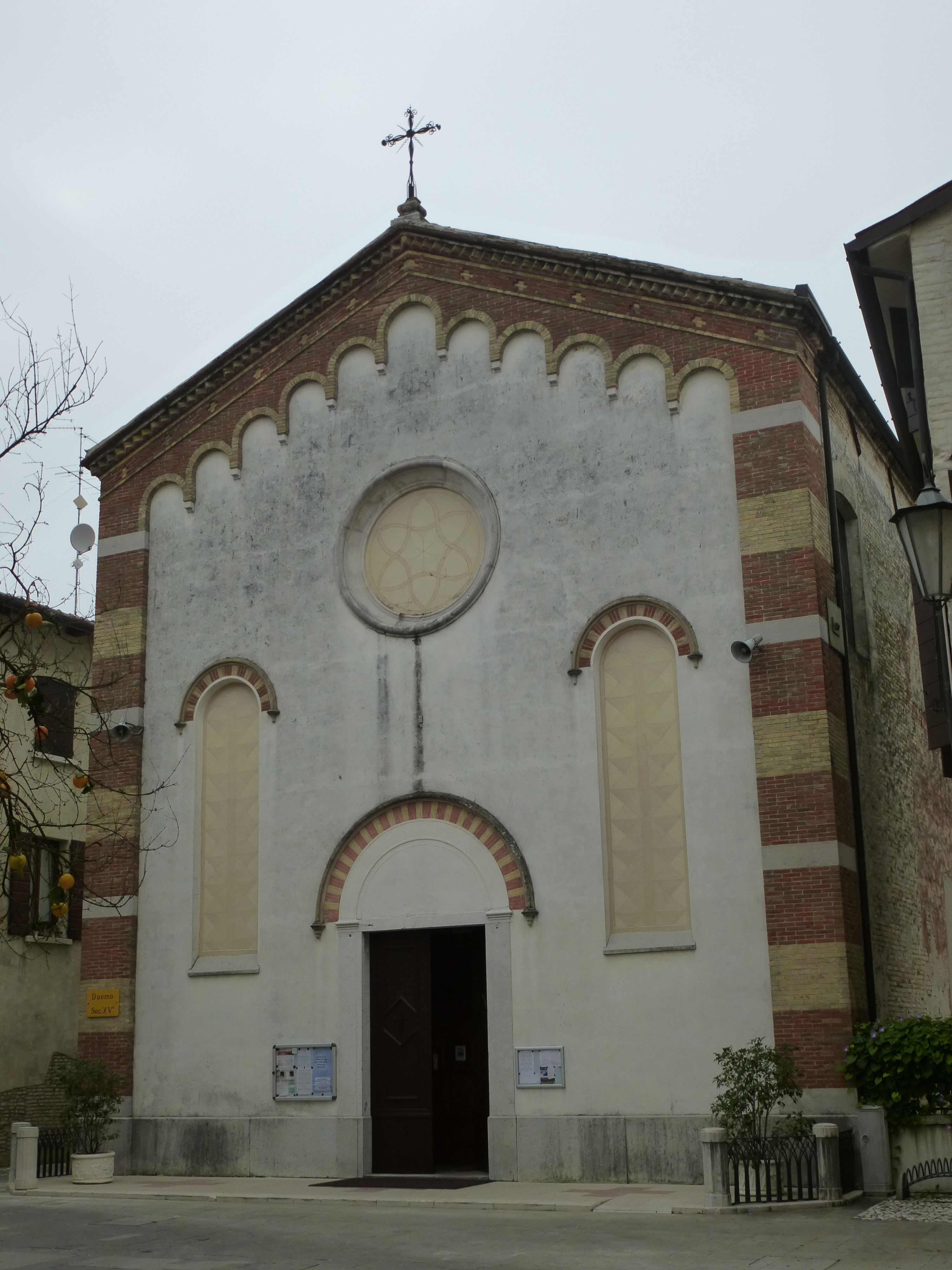
Il Duomo di San Marco

Da vedere la presunta casa di Gaia da Camino (oggi Museo del ciclismo "Alto Livenza"), la Porta Friuli e il Duomo, secondo una tradizione ricavato da una ex sinagoga.

### Ville venete
Di seguito è riportato un elenco delle ville venete presenti sul territorio comunale di Portobuffolé:
- Villa Cellini, Giustinian, Salice[18].
- Villa Turon, riportata nei mappali del patrimonio veneto.

## Società

### Evoluzione demografica
Abitanti censiti

Nel 2007 i nati sono stati 9 (10,8‰), i morti 6 (7,2‰) con un incremento naturale di 3 unità rispetto al 2006 (3,6‰). Le famiglie contano in media 2,6 componenti.

### Etnie e minoranze straniere
Gli stranieri residenti a Portobuffolè al 1° gennaio 2024 sono 111 e rappresentano il 15,0% della popolazione residente.
La comunità straniera più numerosa è quella proveniente dalla Romania con il 58,6% di tutti gli stranieri presenti sul territorio, seguita dall'India.

## Geografia antropica

### Frazioni
Lo statuto comunale cita altre tre località oltre al capoluogo.

#### Faè
Località rurale alla destra del Livenza, si colloca lungo la strada via Faè-via Bastie. Al confine con Mansuè è sorta una piccola zona industriale.

#### Ronche
Altra borgatella di campagna all'estremità orientale del comune, lungo la via omonima e al confine con Prata di Pordenone.

#### Settimo
Rappresenta oggi l'insediamento principale, posto subito a nord del capoluogo e sviluppatosi prevalentemente alla destra (andando verso il Friuli) della SP 50. Vi sorgono le uniche due ville venete del Comune: villa Turon e villa Cellini-Giustinian-Salice.

## Infrastrutture e trasporti
Il comune di Portobuffolé si trova circa a metà fra l'autostrada A28 (uscita Sacile ovest) e l'autostrada A4 (uscita San Stino di Livenza). La prima dista circa 10 km, la seconda 20.

## Amministrazione

Gonfalone civico

| Periodo | Periodo   | Primo cittadino          | Partito                   | Carica  | Note                                        |
| ------- | --------- | ------------------------ | ------------------------- | ------- | ------------------------------------------- |
| 1997    | 2001      | Antonio Pescarollo       | Lista civica              | Sindaco |                                             |
| 2001    | 2011      | Diego De Marchi          | Lista civica              | Sindaco |                                             |
| 2011    | in carica | Andrea Sebastiano Susana | Lega Nord - Liste civiche | Sindaco | Rieletto al terzo mandato il 4 ottobre 2021 |